# Discours autoréférentiel du Coran
Le discours auto-référentiel du Coran est l'ensemble des formes rhétoriques dans lesquelles le Coran se cite lui-même à des degrés divers. Ces stratégies argumentatives visent à assurer son autorité et à soutenir son origine divine.

## Historiographie
Plusieurs chercheurs, comme A. Johns, T. Nagel, ou A.-L. de Prémare, ont déjà étudié cette dimension d'auto-référence du Coran mais sans véritable exhaustivité. En 2010, une thèse est soutenue, sous la direction de Denis Gril, par Anne-Sylvie Boisliveau sur le sujet et publiée partiellement en 2014. Elle permet de s'interroger sur la manière dont le Coran s'auto-désigne et sur le but de ces autoréférences.

## Terminologie coranique

### Terminologie autoréférentielle
Le Coran utilise plusieurs termes pour se désigner soit comme œuvre, soit pour une partie de lui-même. Ce sont les mots kitab, qurʾān, ḏikr, āyāt, sūra....La terminologie utilisée par le Coran montre souvent une "réadaptation [...] de termes techniques religieux juifs ou chrétiens ayant parfois un sens nouveau difficilement décelable en raison du fait que le Coran cherche à leur apporter une dimension de mystère et ce afin de s’inscrire de facto dans la lignée des Écritures saintes antérieures et se conférer un statut d’autorité".
Par exemple, parmi tous les termes par lesquels le Coran s'auto-désigne, le terme aya est l'un des plus complexes à étudier, "car il est souvent utilisé pour désigner autre chose qu’une partie du texte". Le terme aya et son pluriel apparaissent 381 fois dans le Coran. Dans le texte coranique, il peut désigner une section du texte et lorsque c'est le cas, "ce n’est pas dans le sens commun de « verset » que le mot a pris par la suite dans la culture islamique – sauf peut-être dans un ou deux cas dont le sens n’est pas certain". Ainsi, la compréhension traditionnelle de ce terme, comme pour le terme Sura', ne concorde pas nécessairement avec son sens coranique.

### Révélation, descente...
Plusieurs termes sont utilisés pour désigner l'origine divine du Coran. Ainsi, si le terme "révélation" paraît, pour Boisliveau, impropre, le Coran utilise un vocabulaire pour désigner l'action de descendre, ce qui permet à celui-ci d'imposer son autorité. D'autres termes coraniques expriment l'idée que celui-ci émane "unilatéralement de Dieu à l’intention des hommes, et à la fois comme une parole claire et accessible". Cette description permet la création d'une représentation binaire du Coran et la construction d'une image "très positive" de celui-ci.

## L'autoréférence comme stratégie argumentative
Ces auto-références s'inscrivent dans des stratégies argumentatives voulu par l'auteur ou les auteurs du Coran pour faire passer son message.
La première stratégie est l'insertion du Coran dans le discours sur les phénomènes naturels, sur l'eschatologie et sur l'omnipotence divine. Celui-ci permet de créer un parallèle avec le texte coranique et d'assimiler "dès lors la « descente » du Coran à un bienfait". C'est dans ce contexte que s'inscrivent les discours sur les prophètes du passé, qui sont tous présentés selon le même schéma, et servent à défendre l'obligation de croire aux prophètes.
La seconde stratégie concerne les Écritures saintes et rejoint la question du vocabulaire autoréférentiel du Coran qui se désigne par des termes spécifiques qui l'inscrivent dans la continuité de celles-ci. Pourtant, le Coran les présente "selon une conception qui lui est propre", niant les concepts d'Écritures saintes tels qu'ils sont vécus dans le judaïsme ou dans le christianisme. "Ce discours, qui paradoxalement déclare véridiques ces Écrits en même temps qu’il les disqualifie, permet au Coran à la fois de montrer son appartenance au genre des Écritures sacrées antérieures et de clamer sa supériorité et donc affirmer son monopole de l’autorité scripturaire".
Enfin, la dernière stratégie concerne la figure prophétique. Elle comprend les accusations, d'adversaires, réels ou non, portées contre Mahomet. Ces accusations sont réfutées par la négation ou la mise en accusation des adversaires. Ces contre-discours permettent à celui-ci de se définir, souvent par la négative. Mahomet est présenté selon un type prophétique classique et des parallèles peuvent être repérés avec Noé ou Moïse.
Ces stratégies utilisent différents éléments rhétoriques, comme la tautologie, les apartés, les serments... "Ces éléments sont combinés afin de persuader avec force l’auditeur ou le lecteur du Coran de s’y soumettre totalement". Cela permet au Coran de s'autocanoniser en se conférant à lui même un statut supérieur d'autorité.

## Approche diachronique
Selon les études sur l'autoréférence du Coran, "cette image que le Coran offre de lui-même peut parfois apparaître floue ou contradictoire.". Cela peut être liée au fait que celles-ci sont principalement synchroniques et n'ont pas toujours pris en compte le développement diachronique et chronologique du texte. A.S Boisliveau a donc menée une étude diachronique des 33 sourates du Coran considérées comme les plus anciennes. Néanmoins, pour Terrier, l'hypothèse de base de l'absence de modifications ultérieures du texte et l'usage des ordres chronologiques d'Al-Azhar et de Nöldeke montre que cette étude entretient "encore un rapport ambivalent avec la tradition musulmane, étant souvent moins critiques et plus tributaires d’elle qu’elles ne veulent bien le dire".
Elle a repéré la présence de deux types de texte, l'ordre divin de réciter une prière liturgique et ceux de "rappeler à haute voix les actions de Dieu". Cette période ancienne montre que la plupart des caractéristiques de l'autoréférence coranique sont absentes. "Il n’est en effet question ici ni d’un corpus englobant toutes les paroles au sein de limites fixes, ni d’une Écriture sacrée que Dieu aurait fait descendre sur un véritable prophète.".
L'auteur distingue dans le texte lui-même le "texte α", correspondant au contenu du rappel et le « texte β » correspondant à la mise en scène de ce texte et de manière parallèle pour les prières α' et β'. Boisliveau remarque que les mises en scène sont absentes des textes les plus anciens montrant une évolution vers l'idée de dictée divine. En outre, initialement, seule le texte α et les injonctions du β étaient considérées comme divine. Cela trouve un parallèle avec les recherches de Sinai qui ont montré que l'idée du kitab céleste est absent au début du Coran et apparaît progressivement.